# Finanční trh

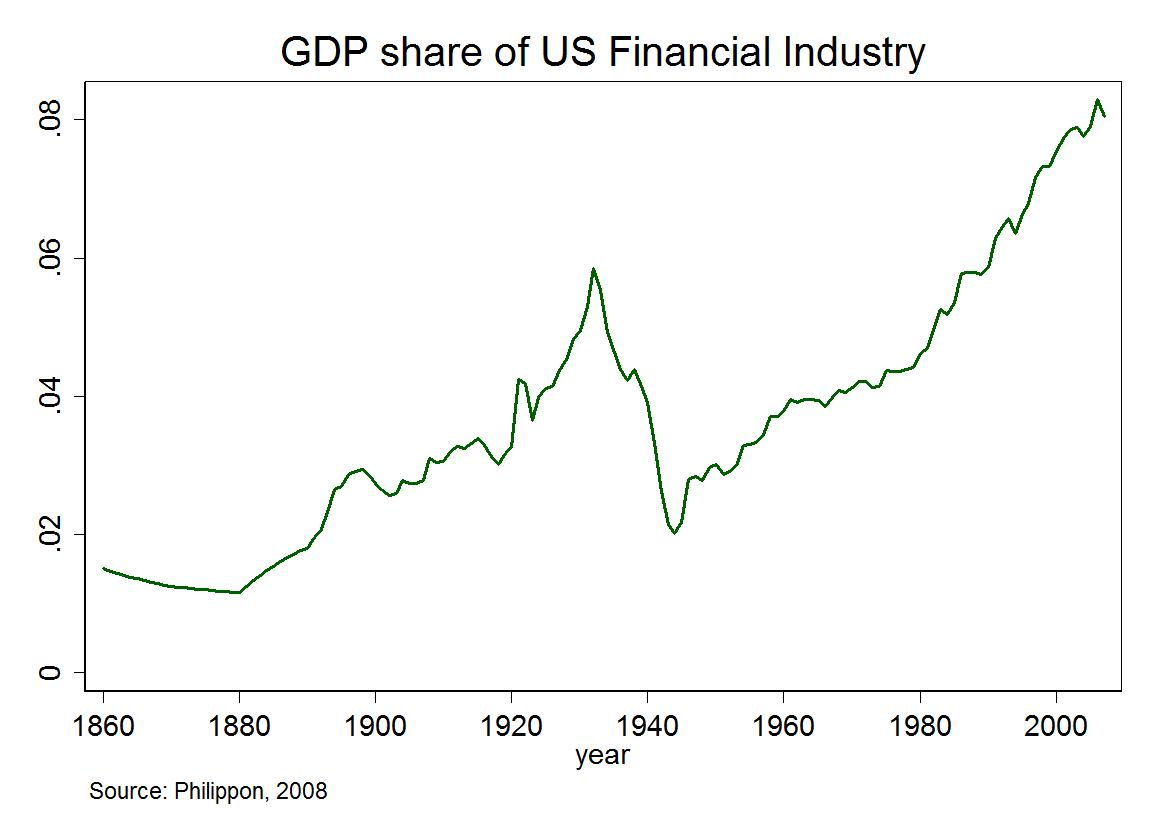
Podíl finančního sektoru v USA na HDP. Nárůst podílu finančního průmyslu doprovází financializace.

Finanční trh je systém institucí a instrumentů, zabezpečující pohyb peněz a kapitálu (nabízeného ve formě cenných papírů) ve všech jeho formách mezi různými ekonomickými subjekty; a to na základě poptávky a nabídky. Poptávka na finančním trhu má pro pořizovaný kapitál tři kritéria:
1. riziko
2. likvidita
3. výnosnost

Větší zadluženost je považována za potřebu rozvoje finančního trhu.

## Charakteristika finančního trhu
Finanční trh vzniká na základě střetu poptávky a nabídky, kde je poptávkou investování a nabídkou spoření. Jinými slovy poptávajícími jsou ti, kteří poptávají peníze a nabízejícími jsou ti, kteří peníze půjčují, tedy nabízí. V současné době[kdy?] jsou na finančním trhu přebytkovými subjekty věřitelé, tedy ti, kteří mají dostatek volných peněžních prostředků za účelem poskytnutí jich někomu dalšímu. Nedostatkovým subjektem jsou naopak dlužníci, kteří potřebují od věřitelů dočasné volné peněžní prostředky. Mezi věřitele a dlužníky patří hlavně domácnosti a firmy, dále také stát. Jeho účastníkem je většina velkých finančních ústavů, jako například banky, pojišťovny, záložny, penzijní fondy, investiční fondy, kampeličky, leasingové společnosti, či makléři.
Financování se dělí na přímé a nepřímé, někdy také polopřímé. Přímé financování je bez účasti třetí strany, polopřímé financování znamená, že existuje nějaká zainteresovanost, ale neovlivňuje samotné zprostředkování. Patří sem například poradenská činnost. Nepřímé financování je formou zprostředkování a nyní se pohybuje okolo 70–80 %.

## Dělení finančního trhu

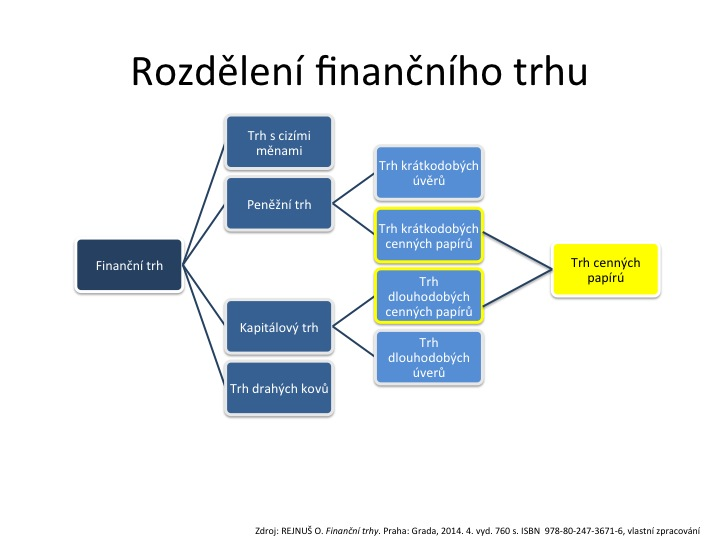
Rozdělení finančního trhu

Finanční trh je členěn dle různých kritérií. Například dle doby splatnosti se člení na trh peněžní a kapitálový, trh peněžní je charakteristický dobou splatnosti do jednoho roku, zatímco trh kapitálový je charakteristický dobou splatnosti, která je delší než jeden rok. Dále je finanční trh členěn dle věcného hlediska na trh peněžní (trh peněz a úvěrů), trh kapitálový (trh investičních nástrojů), trh devizový (trh cizích měn) a trh komoditní (trh drahých kovů – doplňkový). Dále je finanční trh členěn dle hlediska prostorového na trh regionální, národní, mezinárodní a nadnárodní.
Finanční trh lze také rozdělit na:
- primární (deficitní subjekty emitují různé druhy krátkodobých nebo dlouhodobých cenných papírů a přebytkové subjekty investují své finanční prostředky do těchto cenných papírů – odtud název: emitované cenné papíry – „primární“ cenné papíry) a
- zprostředkovatelský (existuje třetí subjekt – zprostředkovatel, který přesun zajišťuje).

### Peněžní trh
- Netermínované vklady – klient si vkládá peníze na svůj běžný účet a může si je kdykoliv vybrat. Pro banku to není dlouhodobý zdroj a proto jsou velmi nízko úročeny (př. běžný účet u podnikatele)
- Krátkodobé termínované vklady – termínovaný vklad je pro banku stabilní zdroj, banka tyto vklady úročí vyšší úrokovou sazbou, klient uzavírá s bankou smlouvu o termínovaném vkladu, kde je určen termín, na který je depozitum uloženo, způsob sjednání termínů: 1) určitá doba s pevným výběrem, 2) pevná doba s variabilním výběrem, 3) výpovědní lhůta
- Krátkodobé úvěry
- Depozitní certifikát – cenný papír, který má ozdobnou podobu, emitují ho komerční banky jako potvrzení o uložení peněz na určitou dobu za určitou úrokovou sazbu, nominální hodnota je zaokrouhlena na celé tisíce, na rubové stránce jsou sepsány podmínky pro vydání certifikátu (splatnost, úroková sazba, co má klient dělat při ztrátě certifikátu – umoření certifikátu = certifikát ztrácí svojí průkaznou hodnotu a klient může požádat o vydání nového certifikátu), podobá se termínovanému vkladu a má větší likviditu a dá se s ním zaplatit – předat 3. osobě, v některých případech emitují banky certifikát Pod pari – klient vkládá do banky při nákupu cenného papíru nižší částku než je nominální hodnota a při splatnosti obdrží nominální hodnotu a ten rozdíl je úrok, zdaňuje se
- Směnky – cenný papír jehož emise se řídí směnečným a šekovým zákonem, náležitosti směnky: na směnce musí být uvedeno slovo „směnka“, částka (číslem i slovem), souhlas se zaplacením částky, splatnost, jméno výstavce směnky, remitent – osoba které platíme, směnečník – osoba která platí, datum a místo vystavení směnky + může být uveden domicil – místo zaplacení směnky. Druhy směnek: I. podle důvodu emise: A) finanční (vystavuje se při zapůjčení peněz), B) obchodní (vystavuje se při dodání zboží), II. podle směnečníka: A) vlastní – obsahuje příslib výstavce („za tuto směnku zaplatím“) zaplatit osobě vyznačené na řadu přesně stanovanou částku v určité době na určitém místě, B) cizí (trata) – obsahuje příkaz výstavce („za tuto směnku zaplaťte“) třetí osobě (nejčastěji banka), aby zaplatila osobě vyznačené na řadu určitou částku v určité době na určitém místě, musí být tzv. akceptována, III. podle lhůty splatnosti: A) fixní – splatná v určitý konkrétní den, B) vista směnka (směnka na viděnou) – splatná když majitel směnku předloží, C) lhůtní vista směnka – splatná v určitou dobu po předložení, D) dato směnka – splatná za určitý čas po vystavení; operace se směnkami: A) akceptace – směnečník se zavazuje, že v den dospělosti směnky, směnku zaplatí, provádí se buď podpisem směnečníka na líci směnky anebo přijato a podpis, odvíjí se zde tzv. akceptační úvěr (má formu zapůjčení dobrého jména banky – kreditu), B) aval – směnečné rukojemství – někdo se zaručí za směnku (3. osoba) a že zaplatí, píše se na směnku buď „per aval“ + podpis anebo „rukojmí“ + podpis, směnka získává na bonitě, ze zákona se rukojemství vztahuje na výstavce, C) eskont – banka odkupuje směnku od majitele před termínem splatnosti a tím majiteli poskytuje tzv. eskontní úvěr, za poskytnutý úvěr si banka sráží eskontní úrok za zprostředkování, pokud není směnka v termínu dospělosti zaplacena, předloží banka směnku poslednímu majiteli, který směnku předložil k eskontu, D) reeskont – eskont již jednou eskontované směnky, provádí ČNB, v současné době velmi omezeně(jen exportní směnky), E) prolongace – prodloužení termínu splatnosti po dohodě všech zúčastněných stran, F) indosament – převod směnky na jiného vlastníka, provádí se převod na rubu směnky, druhy – vyplněný a nevyplněný, indosant – osoba která směnku převádí, indosatář – osoba která směnku na sebe převádí, G) regres – směnka není zaplacena v termínu dospělosti a je to postih pro neplatitele
- Státní pokladniční poukázky – emituje ČNB se souhlasem ministerstva financí, splatnost kratší než 1 rok, slouží k pokrytí přechodného nedostatku finančních prostředků ve státním rozpočtu v průběhu fiskálního(rozpočtového)roku, nominální hodnota jedné poukázky je 1 mil. korun, takže je nakupují pouze velcí investoři, u investorů oblíbená investice, protože je záruka státu, že vložené peníze dostane vždy zpátky, nevýhodou nižší úrokové sazby

### Kapitálový trh
- Střednědobé (1–4 roky) a dlouhodobé (více než 4 roky) termínované vklady – typická progresivní úroková sazba
- Dlouhodobé úvěry
- Akcie – cenný papír, který vyjadřuje podíl na majetku a. s., práva akcionáře vyplývají z vlastnictví akcie – a) podíl na zisku – dividendy, b) podíl na řízení a. s. – projevuje se hlasováním na valné hromadě (majorita – více hlasů, minorita – méně hlasů, parita – rovnost), c) podíl na likvidačním zůstatku v případě zániku a. s., druhy akcií z hlediska formy: 1) zaknihovaná akcie – nemají materiální podobu, jenom v PC Střediska cenných papír Praha, potvrzení o vlastnictví je její výpis, 2) listinná akcie – dvě části: „plášť“ a „kupónový arch s talónem“ (slouží k výplatě dividendy, talón – poukázka k vydání dalšího kupónového archu, druhy akcií z hlediska vyjádření vlastnictví: 1) Akcie na jméno – napsáno konkrétní jméno akcionáře, a. s. vede seznam vlastníků těchto akcií na rubu akcie a v seznamu akcionářů, 2) Akcie na majitele – není napsáno konkrétní jméno, majitel je ten co má akcii v ruce, druhy akcií z hlediska udělení: 1) Prioritní akcie – vlastní členové dozorčí rady a představenstva, vlastník má přednostní právo na výplatu dividendy a na výplatu likvidačního zůstatku při zániku a. s., souhrn nominálních hodnot nesmí překročit 50 % základního kapitálu, majitelé mohou mít omezené hlasovací právo, pokud a. s. realizuje zisk, ale jakmile je ve ztrátě, tak se hlasovací právo vrací, 2) Akcie pro zaměstnance – může být max. 5 % základního kapitálu, nakupují je za nižší cenu než je nominální hodnota, rozdíl hradí a. s. → motivační faktor, aby zaměstnanec lépe pracoval, forma – akcie na jméno, při ukončení pracovního poměru musí akcii nabídnout k odkoupení a. s., když jde zaměstnanec do důchodu akcii si zanechá, zaměstnanecké akcie nelze dědit
- Dluhopisy (obligace) – podle druhu emitenta se rozlišují 4 druhy obligací a jsou seřazeny podle rizika, které přinášejí: 1) Státní dluhopisy – emituje je ČNB se souhlasem ministerstva financí, má splatnost 5 a více let, příkladem dluhopis sloužící k pokrytí schodku státního rozpočtu za celý fiskální (rozpočtový) rok, povodňové obligace, 2) Bankovní dluhopisy – emitují je komerční banky v případě, že chtějí zvýšit svůj základní kapitál, případně pro zajištění zvýšení své likvidity, 3) Podnikové dluhopisy – emitují je podniky v případě dodatečných investic (př. nové prostory, více materiálu…), jsou více úročeny (riziko zániku firmy a nevyplacení dividend), 4) Komunální dluhopisy – emitují je města a obce, v Praze Magistrát v případě infrastruktury, výstavbu sportovišť a nákupních center, nejvíce úročeny, jsou tedy nejvíce rizikové
- Hypoteční zástavní list – zvláštní druh cenného papíru, mohou ho emitovat pouze komerční banky, které mají licenci na poskytování hypotečních úvěrů, HPZL – je protihodnota vložených peněz od investorů, kteří mají volné finanční prostředky a chtějí je zhodnotit, pro investory bezpečná investice, protože je krytá nemovitostí
- Podílové listy – emitují je podílové fondy, vyjadřuje podíl na majetku podílového fondu

## Právní úprava a dohled nad finančním trhem
Právní úprava finančního trhu se zařadí do zvláštní části finančního práva, které je součástí práva veřejného a které obsahuje mnoho zákonů a podzákonných právních norem. Do pramenů finančního práva se řadí mezinárodní smlouvy, evropské právo, vnitrostátní prameny finančního práva a také ústavněprávní předpisy související s finančním právem.
Dohled nad českým finančním trhem je prováděn od roku 2006 Českou národní bankou. ČNB zajišťuje dohled na dálku nad finančními institucemi a dohled na místě v oblasti finančního trhu. Další činnost, kterou v rámci dohledu zajišťuje, je například povolovací činnost, stanovení opatření k nápravě a vyhodnocování nashromážděných informací.
V rámci EU je dohled nad finančním trhem výsledkem reforem reagující na finanční krizi v letech 2008–2009. V roce 2011 byl vytvořen systém, který zahrnuje národní dohledové orgány (Evropský orgán pro bankovnictví, Evropský orgán pro cenné papíry a trhy, Evropský orgán pro pojišťovnictví a zaměstnanecké penzijní připojištění), další významnou součástí je Evropská rada pro systémová rizika.